# VeloDunajec
VeloDunajec jest jedną z 8 głównych tras rowerowych w województwie małopolskim. Jest ona drugą co do długości (237km) trasą sieci VeloMałopolska. Ma swój początek w Zakopanem, przy dworcu PKP, a kończy się w Wietrzychowicach gdzie łączy się z Wiślaną Trasą Rowerową (WTR).
Trasa biegnąc na całym swoim przebiegu wzdłuż rzeki Dunajec (na początku wzdłuż jej prawego dopływu Białego Dunajca). VeloDunajec przebiega przez następujące mezoregiony:
- Pogórza przedtatrzańskie
- Kotlinę Orawsko-Nowotarską
- Pieniny Spiskie (Przełom Dunajca)
- Beskidy Zachodnie (Pasmo Lubania, Pasmo Radziejowej)
- Kotlinę Sądecką
- Pogórze Rożnowskie (Jezioro Rożnowskie, Jezioro Czchowskie)
- Kotlinę Sandomierską
- Nizinę Nadwiślańską

Jest to jedna z najpopularniejszych tras rowerowych w Polsce, szczególnie na odcinku Jeziora Czorsztyńskiego.

VeloDunajec

Maksymalna wysokość na trasie to: 836 m n.p.m, zaś najniższy punkt na trasie znajduje się na wysokości: 176 m n.p.m.
VeloDunajec tak jak pozostałe trasy VeloMałopolska, posiada swój regulamin, który dopuszcza poruszanie się po trasie pieszych oraz rolkarzy.

## Przebieg trasy
Zestawienie najważniejszych miejscowości na trasie VeloDunajec. Pogrubioną czcionką zaznaczone miejscowości gdzie znajduje się stacja kolejowa PKP. Miejsca Obsługi Rowerzystów (MOR),
- Zakopane 0 km
- Poronin 6 km (MOR)
- Biały Dunajec 12 km
- Szaflary 16 km (MOR)
- Nowy Targ 26 km (MOR)
- Waksmund 37 km
- Ostrowsko 40 km
- Łopuszna 42 km
- Harklowa 45 km (MOR)
- Dębno 48 km
- Frydman 52 km
- Falsztyn 58 km
- Niedzica-Zamek 59 km
- Sromowce Wyżne 66 km
- Sromowce Niżne 72 km

Granica Państwowa: PL - SK
- Czerwony Klasztor (Červený Kláštor) 74 km

Granica Państwowa: SK - PL
- Szczawnica 84 km
- Krościenko nad Dunajcem 90 km (MOR)
- Tylmanowa 98 km
- Zabrzeż 103 km
- Łącko 105 km
- Jazowsko 115 km (MOR)
- Kadcza 117 km
- Gaboń 119 km
- Gołkowice Górne 120 km
- Stary Sącz 124 km
- Nowy Sącz 135 km (MOR)
- Wielogłowy 144 km
- Gródek nad Dunajcem 157 km
- Rożnów 164 km
- Zakliczyn (MOR)  182 km
- Ostrów 213 km
- Głów (MOR) 225 km
- Wietrzychowice 237 km

## Atrakcje na trasie
Na przebiegu trasy VeloDunajec oraz w jej bliskim otoczeniu znajduje się wiele atrakcyjnych obiektów przyrodniczych jak i historycznych. Są to liczne zamki, kościoły (szlak Architektury Drewnianej), muzea, parki narodowe, baseny termalne, zabytki.
Poniżej zostały zestawione w kolejności od początku trasy do końca najważniejsze atrakcje:
- Muzeum Tatrzańskie
- Wielka Krokiew
- Cmentarz Zasłużonych na Pęksowym Brzyzku
- Baseny Termalne w Szaflarach
- Bór na Czerwonem
- Dwór w Łopusznej
- Kościół św. Michała Archanioła w Dębnie (zabytek UNESCO)
- Jezioro Czorsztyńskie
- Zamek w Niedzicy
- Zapora Niedzica
- Zamek Czorsztyn
- Pieniński Przełom Dunajca
- Pieniński Park Narodowy
- Wąwóz Homole
- Muzeum Pienińskie im. Józefa Szalaya w Szlachtowej
- Sądecki Park Etnograficzny
- Jezioro Rożnowskie
- Jezioro Czchowskie
- Stara Synagoga w Tarnowie (Bima)
- Ratusz w Tarnowie
- Malowana wieś Zalipie

## Oznakowanie[12]trasy VeloDunajec
Trasa VeloDunajec jest oznakowana znakiem R-4 z logiem

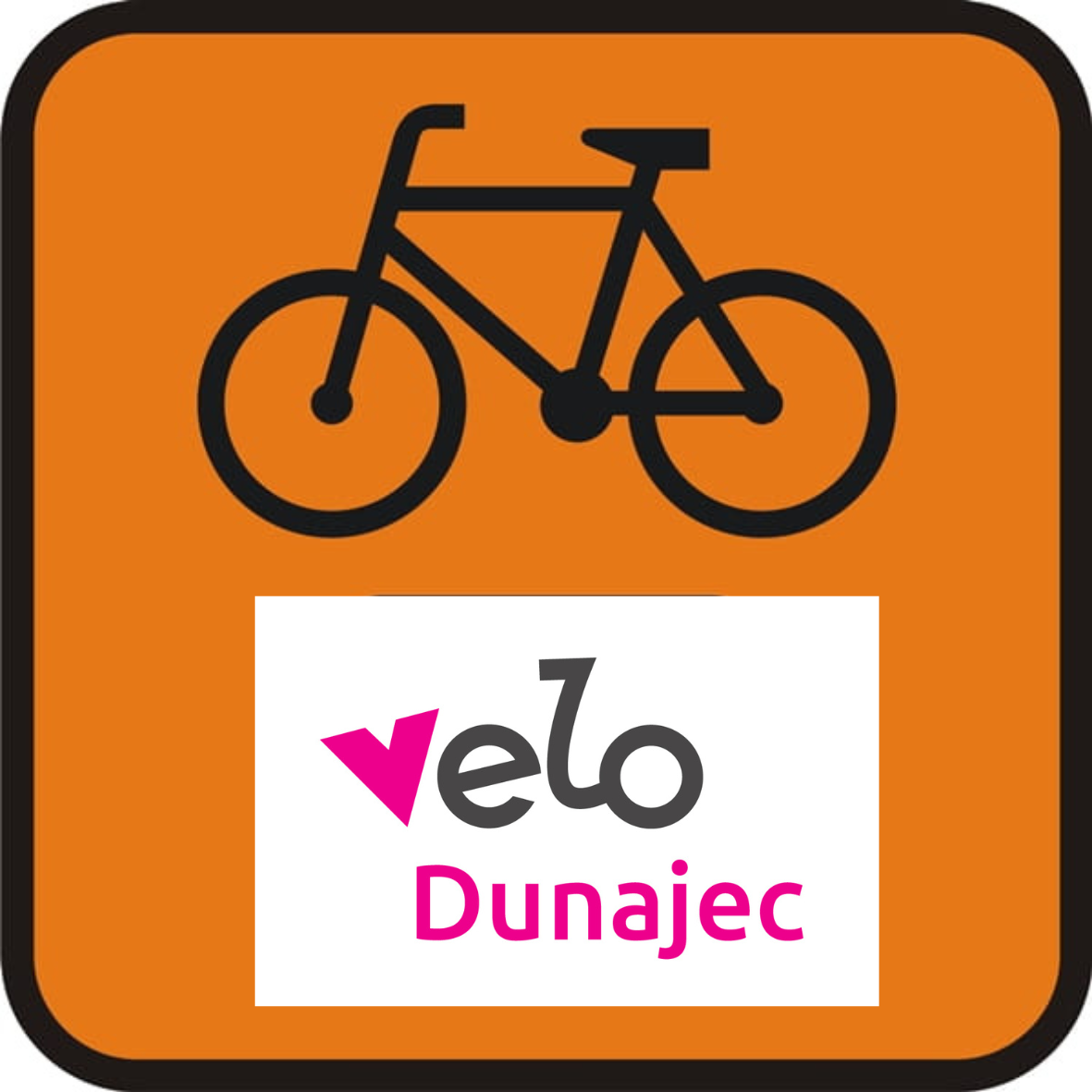
VeloDunajec R-4

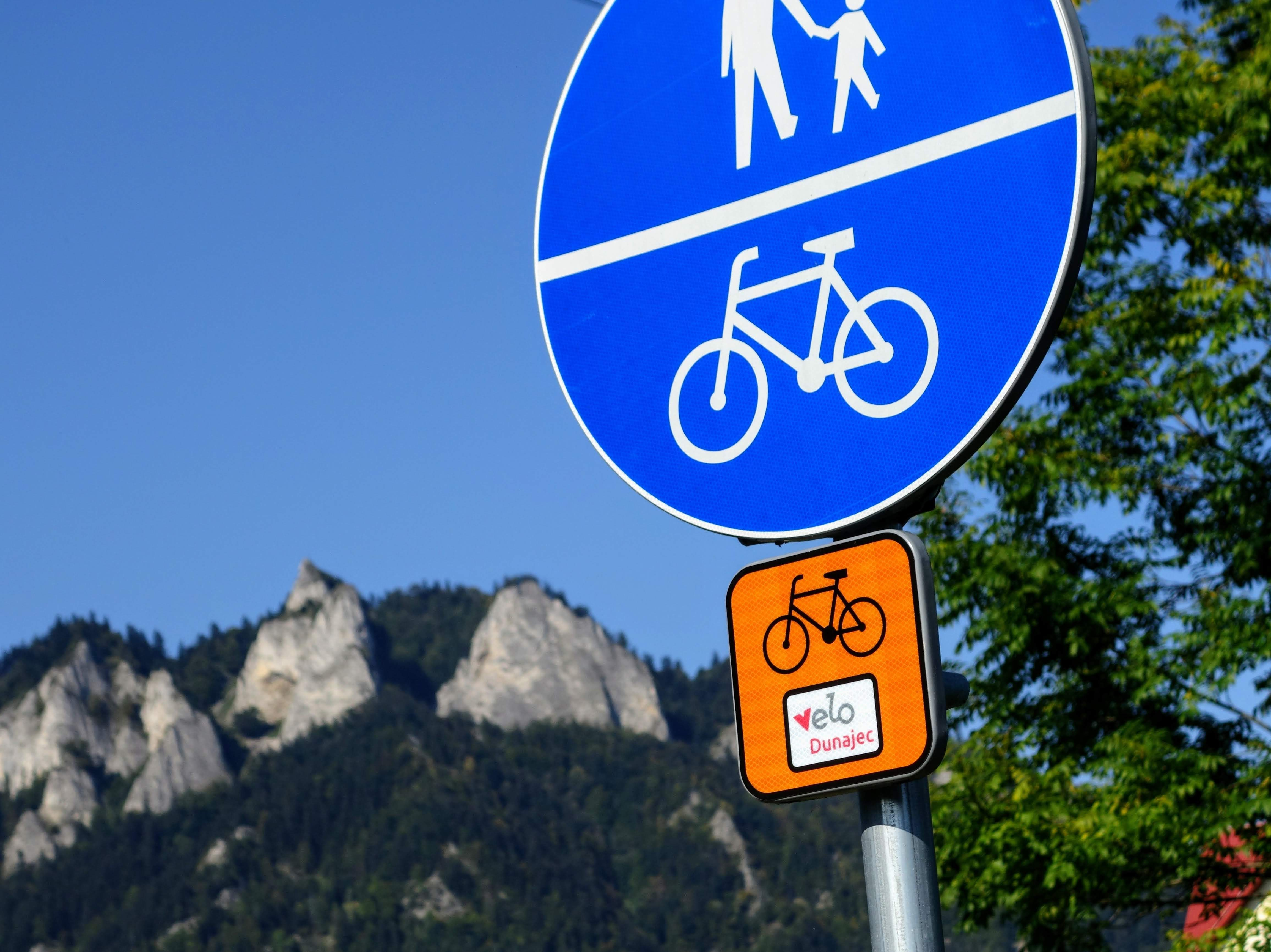
Znak VeloDunajec - Pieniny

## Obecny stan trasy rowerowej
Trasa VeloDunajec w założeniu jest budowana w standardzie tras EuroVelo, czyli:
-gwarancja ciągłości oraz odseparowanie trasy rowerowej od ruchu drogowego
- utwardzona nawierzchnia (najczęściej asfaltowa) przejezdna w każdych warunkach pogodowych
- szerokość trasy umożliwiająca płynny ruch rowerów (także wielośladowych, takich jak rowery z dwukołowymi przyczepkami i rowery z napędem ręcznym).
- odpowiednie nachylenie terenu - łączna suma wzniesień lub spadków wysokości na odcinku dziennym nie przekracza 1000 m.
-czytelne i jasne oznakowanie trasy, które gwarantuje łatwe odnalezienie się na szlaku.
- styk trasy rowerowej z linią kolejową umożliwiający zarówno dojazd na trasy, jak i możliwości alternatywnego środka transportu w razie nieprzewidzianych trudności na szlaku, zapewniając dodatkowy komfort rowerzystom.
Trasa VeloDunajec na znacznym przebiegu spełnia powyższe standardy, a odcinkami spełniającymi w pełni wymagania standardu EuroVelo są:
- Ludźmierz - Waksmund
- Harklowa - Niedzica
- Sromowce Niżne - Krościenko nad Dunajcem
- Stary Sącz - Wielogłowy
- Czchów - Wróblowice
- Łukanowice - Glów
- Biskupice - Wietrzychowice

Pozostałe odcinki ( wyłączając Wielogłowy - Czchów) spełniają większość wymagań, gdyż poprawadzone są drogami publicznymi (wewnętrznymi) gdzie dopuszczony jest ruch dla mieszkańców.
Odcinek (143 km – 175 km między miejscowościami Wielogłowy - Czchów)  wzdłuż Jeziora Rożnowskiego i Jeziora Czchowskiego pozostaje najdłuższym jeszcze nie zrealizowanym odcinkiem, gdzie wytyczony jest alternatywny przejazd, jak również istnieje możliwość pokonania go pociągiem na odcinku
Aktualny stan trasy VeloDunajec, jak również pozostałych tras VeloMałopolska, jest dostępny na podstawie map GoogleMaps na stronie Urzędu Marszałkowskiego Województwa Małopolskiego.

## Miejsca Obsługi Rowerzystów
Na trasie rowerowej VeloDunajec znajdują się następujące punkty MOR (Miejsca Obsługi Rowerzystów).
| MOR            | Zdjęcie |
| -------------- | ------- |
| MOR Poronin    |         |
| MOR Szaflary   |         |
| MOR Nowy Targ  |         |
| MOR Harklowa   |         |
| MOR Sromowce   |         |
| MOR Krościenko |         |
| MOR Tylmanowa  |         |
| MOR Jazowsko   |         |
| MOR Nowy Sącz  |         |
| MOR Zakliczyn  |         |
| MOR Glów       |         |

## Komercyjne punkty i stacje napraw
Na trasie VeloDunajec dostępne są także komercyjne punkty serwisowe i samoobsługowe stacje naprawy rowerów, które mogą okazać się pomocne w przypadku większej awarii. Przykładem może być strefa self-service przy wypożyczalni rowerów w Harklowej (na trasie Velo Czorsztyn i VeloDunajec), gdzie turyści mogą skorzystać z usług serwisanta, ale także z myjni rowerowej oraz podstawowych narzędzi serwisowych.

## Połączenia z innymi trasami
- VeloNatura (małopolski odcinek EuroVelo 11)
- VeloMetropolis (małopolski odcinek EuroVelo 4)
- Wiślana Trasa Rowerowa (WTR)
- Szlak wokół Tatr
- Trasa wokół Jeziora Czorsztyńskiego (VeloCzorsztyn)
- Pętla Spiska[19]
- Bursztynowy Szlak Greenways
- Karpacki Szlak Rowerowy
- Beskidzki Szlak Rowerowy
- AquaVelo

## Profil trasy

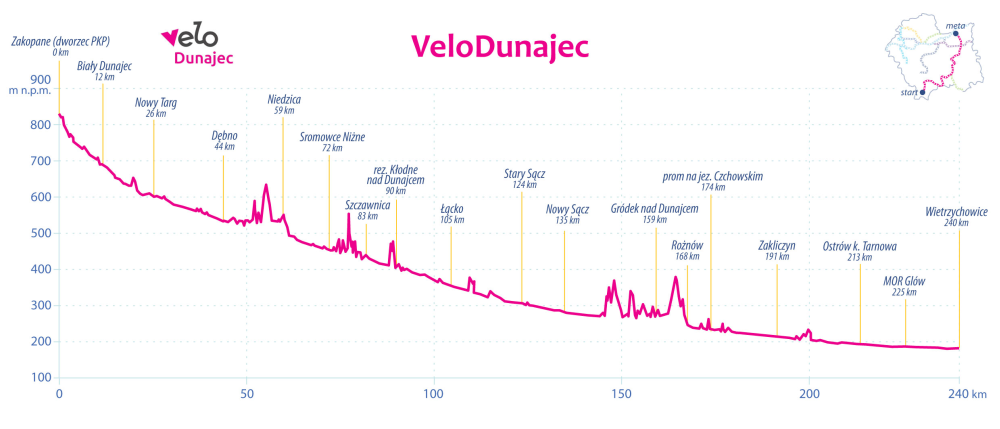
VeloDunajec-profil trasy

## Mapy odcinków VeloDunajec

VeloDunajec - mapa 1 (Podhale)

VeloDunajec mapa 2 - (Jezioro Czorsztyńskie)

VeloDunajec mapa 3- (Beskid Sądecki)

VeloDunajec mapa 4 - (Jezioro Rożnowskie i Nowy Sącz)

VeloDunajec mapa 5 - (Pogórze Rożnowskie)

VeloDunajec mapa 6- (Tarnów i okolice)

VeloDunajec mapa 7 -(Północno - wschodnia Małopolska)

VeloDunajec mapa 8 - (Ujście Jezuickie – Szczucin)